# Ràdio Ponent
Ràdio Ponent va ser una de les primeres emissores de ràdio disponibles en català i actualment es pot escoltar a múltiples pàgines web o a la freqüència 106.8. Va néixer a Miralcamp (el Pla d'Urgell) l'any 1982 com una cooperativa. Els fundadors més destacats van ser Josep Rebordosa Orteu i Joan Solé Cercós.
Es definí pel seu tarannà nacionalista i progressista, amb una aposta ferma per la catalanitat en tots els seus àmbits. La iniciativa va sorgir a l'escalf del moviment de candidatures municipals independents (AIPN), que guanyà un gran nombre d'alcaldies a les primeres eleccions democràtiques. En un inici emeté des de les instal·lacions cedides per l'ajuntament de Miralcamp i esdevingué la primera ràdio de les terres de Lleida en fer-ho íntegrament en llengua catalana.
Va ser, i això la fa especialment peculiar, una iniciativa sortida del territori, amarada d'espontaneïtat i frescor, que aspirava a ser la veu del poble, amb una programació innovadora que comprenia tertúlies, debats polítics, música catalana, esports (fou de les primeres ràdios en retransmetre partits de futbol en català) i, també, una programació infantil que la feren mereixedora d'uns elevats índexs d'audiència.
Els programes eren realitzats en bona part per aficionats del mateix territori amb un notable esperit de professionalitat i entre els seus col·laboradors permanents es comptaren escriptors com Vidal Vidal i Josep Puigpelat o periodistes com Josep Maria Perelló o Josep Anton Pérez. El primer director va ser el periodista Humbert Roma, seguit per Montse Serra i Anna Gómez, tots tres professionals que tenien cura dels serveis informatius propis. L'emissora va durar fins a principis dels anys 90.
Prèviament s'havia desplaçat a uns locals de Mollerussa i la cooperativa s'obrí a socis capitalistes. L'any 2002, el grup Segre comprà la freqüència i l'Ajuntament de Mollerussa recuperà el nom de Ràdio Ponent com a emissora municipal. Actualment funciona com a emissora municipal, gestionada per InfoLleida del grup Segre. La seva programació es basa en la informació local, de Mollerussa i comarca; i en la música. L'emissora està oberta a la participació ciutadana i a la col·laboració dels veïns de Mollerussa.